# リバー (曲)
「リバー」は、ロックバンド・くるりの8枚目のシングル。発売元はSPEEDSTAR RECORDS。くるりの3rdアルバムである『TEAM ROCK』からシングルカットされた。

## 概要
- コマーシャルソングとして最初から考えて制作された曲である。『日立 世界・ふしぎ発見!』（TBSテレビ）のエンディングテーマに使用された。
- ギターはストーン・ローゼズの「Waterfall」から、ベースはオアシスの「roll with it」から、アウトロではビートルズの「オクトパス・ガーデン」から、それぞれフレーズを拝借している。
- スペシャルサンクスの欄に、対バンしたBUMP OF CHICKENのボーカル藤原基央の名前が記載されている。
- ジャケットに写っている人物は、岸田繁ではなく佐藤征史である[1][2]。
- 「リバー」とカップリングの「リボルバー」はベストアルバム『ベスト オブ くるり -TOWER OF MUSIC LOVER-』に収録されている。

## プロモーション・ビデオ
- 冒頭から約1分30秒の間、川にいる数匹のカメが重なり合って日に当たっている様子が続きくるりのメンバーがスタジオで演奏する場面や京都の風景が流されるというもの。地下鉄のシーンは京都市営地下鉄烏丸御池駅で撮影されている。

## 収録曲
作詞・作曲は岸田繁
1. リバー
2. リボルバー
3. リコシェ